# Fútbol playa en los Juegos Europeos de Cracovia 2023
El fútbol playa en los III Juegos Europeos se realizó en la playa de Tarnów (Polonia) del 27 de junio al 1 de julio de 2023.
Fueron disputados en este deporte dos torneos diferentes, el torneo masculino y el femenino.

## Medallistas
| Evento                             | Oro    | Plata   | Bronce   |
| ---------------------------------- | ------ | ------- | -------- |
| Masculino (27 de junio-1 de julio) | Suiza  | Italia  | España   |
| Femenino (27 de junio-1 de julio)  | España | Ucrania | Portugal |

## Medallero
| Núm. | País     | Oro | Plata | Bronce | Total |
| ---- | -------- | --- | ----- | ------ | ----- |
| 1    | España   | 1   | 0     | 1      | 2     |
| 2    | Suiza    | 1   | 0     | 0      | 1     |
| 3    | Italia   | 0   | 1     | 0      | 1     |
| 3    | Ucrania  | 0   | 1     | 0      | 1     |
| 5    | Portugal | 0   | 0     | 1      | 1     |
|      | TOTAL    | 2   | 2     | 2      | 6     |